# Die Wayside Schule
Die Wayside Schule ist eine kanadische und US-amerikanische Zeichentrickserie, die im November 2005 von Riccardo Durante entwickelt wurde. Es gibt 2 Staffeln mit insgesamt 26 Folgen. In Deutschland läuft sie auf Nickelodeon von 11:45 Uhr-12:15 Uhr. Die Serie basiert auf der erfolgreichen Kinderbuchreihe „Sideways Stories From Wayside School“ des amerikanischen Schriftstellers Louis Sachar.

## Inhalt
Die Wayside Schule ist wahrscheinlich die „höchste Schule der Welt“, in der sich der neue Schüler Todd erst mal anpassen muss. Die anderen Schüler sehen die Unlogik im Haus als ganz normal an.
Eigentlich sollte die Wayside ein flaches Gebäude mit 30 Klassenzimmern werden. Doch daraus wurde ein Hochhaus mit 30 übereinander liegenden Klassenzimmern, dem erstaunlicherweise ein Origami-Vogel Stabilität verleiht.
Die Flure sind voller absurder Dinge, die dort eigentlich nichts zu suchen haben (z. B. Kühe). Die Klassenzimmer sind normal, aber das Lehrerzimmer ähnelt eher einer Disco als einem Lehrerzimmer. Die Cafeteria ist riesig, aber da, wo das Essen herkommt – aus der Küche –, ist es sehr unordentlich.

## Charaktere
- Todd ist ein neuer Schüler an der Wayside und muss sich erst an die „wayside’schen“ Bedingungen gewöhnen.

- Mrs. Jewls ist die Klassenlehrerin der Klasse. Sie ist nett, behandelt Todd jedoch sehr ungerecht.

- Dana sorgt dafür, dass die unglaublich vielen Regeln und Ordnungen der Wayside eingehalten werden. Außerdem ist sie die Schlauste der Klasse.

- Myron ist Danas bester Freund. Er versucht dauernd Klassensprecher zu werden, obwohl er eigentlich in der Klasse dazu am wenigsten geeignet ist.

- Maurecia liebt den körperbetonten Kontakt zu ihren Mitmenschen. Das heißt, sie haut lieber ordentlich auf die Schulter, anstatt einfach „Hi“ zu sagen. Wenn sie jemanden wirklich mag, könnte es sein, dass sie versucht, ihn zu verprügeln.

- Mr. Louis Kidswater ist ein durchgedrehter Direktor, der panische Angst vor „den kleinen Menschen“ hat, wie er die Schüler nennt. Er hat nur Vertrauen zu Todd.

- Louis ist der kinderfreundliche Hausmeister der Schule, der die Kinder immer unterstützt.

- Mrs. Mush ist die Köchin. Ihr Essen ist genauso ungewöhnlich wie sie selbst. Nebenbei leitet sie die Talentierten-Klasse, wo sie jedoch nur die tote Ratte Sammy unterrichtet.

## Synchronisation
| Rolle         | deutscher Sprecher | amerikanischer Sprecher   |
| ------------- | ------------------ | ------------------------- |
| Todd          | Hannes Maurer      | Michael Cera Mark Rendall |
| Mrs. Jewls    | Cathlen Gawlich    | Kathleen Laskey           |
| Dana          | Julia Kaufmann     | Lisa Ng                   |
| Myron         | Wanja Gerick       | Martin Villafana          |
| Maurecia      | Magdalena Turba    | Denise Oliver             |
| Mr. Kidswater | Jürgen Kluckert    | Kedar Brown               |
| Louis         | Rainer Fritzsche   | Sergio Di Zio             |
| Mrs. Mush     | Heike Schrötter    | Jayne Eastwood            |

## Episodenliste
Die deutschsprachige Erstausstrahlung der Serie erfolgte ab dem 26. Dezember 2007 beim Sender Nick.
| Nummer (gesamt) | Nummer (Staffel) | Deutscher Titel                                           | Deutsche Erstausstrahlung | Originaltitel (Englisch)                               | Erstausstrahlung (Kanada) |
| --------------- | ---------------- | --------------------------------------------------------- | ------------------------- | ------------------------------------------------------ | ------------------------- |
| 1               | 1                | Liebe schmerzt / Kuhle Lehrerin                           | 26. Dezember 2007         | Pull My Ponytail / Class Cow                           | 16. März 2007             |
| 2               | 2                | Todds tierisches Leben / Die Überraschungsfeier           | 27. Dezember 2007         | Meet The Pets / Oh, Great Leader                       | 24. März 2007             |
| 3               | 3                | Die Talentiertenklasse / Bruder Salatkopf                 | 28. Dezember 2007         | Honors Class / Cabbage, My Boy                         | 31. März 2007             |
| 4               | 4                | Toddchen, das Maskottchen / Er ist „ES“!                  | 31. Dezember 2007         | Mascot Madness / He Is It                              | 7. April 2007             |
| 5               | 5                | Beste Freunde – Beste Feinde / Der Vorschulkönig          | 1. Januar 2008            | Best Friendzzz / Kindergarten King                     | 14. April 2007            |
| 6               | 6                | Myron gegen Normy / Angriff der Elektro-Guppys            | 2. Januar 2008            | Myron Vs. Normy / Age Of Aquarium                      | 21. April 2007            |
| 7               | 7                | Der Kidswatter-Kanal / Mr. Kidswatter dreht durch         | 3. Januar 2008            | Channel Kidswatter / The Elevator                      | 28. April 2007            |
| 8               | 8                | Heiße Tänze / Mamaland im Herzen                          | 4. Januar 2008            | Mad Hot / Mamaland Blues                               | 5. Mai 2007               |
| 9               | 9                | Wenn Wayside wackelt / Noten für Mrs. Jewls               | 7. Januar 2008            | Principles Of Principals / Teacher’s Parent Conference | 12. Mai 2007              |
| 10              | 10               | Die Ratte in glänzender Rüstung / Mrs. Gorf               | 8. Januar 2008            | Rat In Shining Armor / Mrs. Gorf                       | 19. Mai 2007              |
| 11              | 11               | Liebestoller Todd / Le Chef                               | 9. Januar 2008            | Todd Falls In Love / Miss Mush Vs. Le Chef             | 26. Mai 2007              |
| 12              | 12               | Alles tanzt nach meiner Pfeife / Wie ein wilder Stier     | 10. Januar 2008           | Music Lessons / A Todd And Bull Story                  | 9. Juli 2007              |
| 13              | 13               | Ruhm und Ehre / Gefährliche Liebschaften                  | 4. April 2008             | My Partner Gets All The Credit / Daring Love           | 6. Juli 2007              |
| 14              | 14               | Louis drückt die Schulbank / Mehr Stachelschwein als Sein | 11. Januar 2008           | Louis Gets Some Class / My Fluffy Hair                 | Januar 2005               |

| Nummer (gesamt) | Nummer (Staffel) | Deutscher Titel                                                  | Deutsche Erstausstrahlung | Originaltitel (Englisch)                       | Erstausstrahlung (Kanada) |
| --------------- | ---------------- | ---------------------------------------------------------------- | ------------------------- | ---------------------------------------------- | ------------------------- |
| 15              | 1                | Dana steigt aus / Marvin, Marsha, Myron?                         | 3. April 2008             | Dana Checks Out / My Biggest Fan               | 1. September 2007         |
| 16              | 2                | Kidswatter – Der Film / Sicher ist sicher                        | 28. April 2008            | Kidswatter: The Movie / Safety Monitor         | 16. Oktober 2007          |
| 17              | 3                | Sei einfach ein Elf / Wayside protestiert                        | 29. April 2008            | Be True To Your Elf / Sideways Protest         | 17. Dezember 2007         |
| 18              | 4                | Rebell wider Willen / Eingeschneit!                              | 5. Juni 2008              | Oh Brother / Snow Day                          | 19. Oktober 2007          |
| 19              | 5                | Alles was sie hatte, war eine Ratte / Acht Arme für die Freiheit | 1. Mai 2008               | The Rat Truth / Free Stewy                     | 18. November 2007         |
| 20              | 6                | Todd, Myron und die Rakete / Wundersame Wayside Weihnacht        | 30. April 2008            | Extra-Curricular Ridicular / Wayside Christmas | 24. Dezember 2007         |
| 21              | 7                | Vive Le Chef! / Voll auf die Glocke                              | 7. Mai 2008               | Le Race / Imperfect Attendance                 | 3. März 2008              |
| 22              | 8                | Ein Tag mit Mr. Kidswatter / Wer den Eric nicht ehrt             | 6. Mai 2008               | Kidswatter Opus / The Three Erics              | 17. März 2008             |
| 23              | 9                | Eine Schüssel Zukunft / Zeilen der Liebe                         | 8. Mai 2008               | Miss Fortune / The Note                        | 24. März 2008             |
| 24              | 10               | Der legendäre Nick / Dr. Dana                                    | 2. Mai 2008               | The Myth Of Nick / Dr. Dana                    | 1. April 2008             |
| 25              | 11               | Die Ersten werden die Letzten sein / Dein Haar lebt!             | 9. Juni 2008              | Slow Mo Mo / Joe’n’Fro                         | 19. April 2008            |
| 26              | 12               | Kopfüber John / Na, wer war’s?                                   | 5. Mai 2008               | Upside Down John / The Final Stretch           | 15. Januar 2008           |